# シュートシールド
シュートシールド（英: Shute Shield）は、オーストラリアにおけるラグビーユニオンの地域リーグの1つ。シドニーを中心とするニューサウスウェールズ州の最高峰リーグである。

## 概要
1874年に創設された南半球で最も歴史のあるラグビー選手権。優勝チームには、優勝盾『シュートシールド』が授与される。
オーストラリアではラグビーの全国リーグが存在しておらず、地方（州・準州）ごとに地域協会が主催するリーグ戦が開催されている。地域リーグの中でも、シドニーを中心とするシュートシールドと、ブリスベンを中心とするクイーンズランド・プレミアラグビーはトップクラスのレベルを維持している。
シュートシールドでプレーするトップ選手の多くは、スーパーラグビーの地元チームであるワラターズに加入する。

### 主な地域リーグ
| 地方                                                    | 主要都市   | リーグ名                           | 創設年 | チーム数 | 地域協会                             | 協会代表チーム       |
| ------------------------------------------------------- | ---------- | ---------------------------------- | ------ | -------- | ------------------------------------ | -------------------- |
| クイーンズランド州                                      | ブリスベン | クイーンズランド・プレミアラグビー | 1887   | 9        | クイーンズランド協会 （QRU）         | レッズ               |
| ニューサウスウェールズ州北中部                          | シドニー   | シュートシールド                   | 1874   | 12       | ニューサウスウェールズ協会 （NSWRU） | ワラターズ           |
| オーストラリア首都特別地域 ニューサウスウェールズ州南部 | キャンベラ | ACTRUプレミアディビジョン          | 1938   | 7        | ACTおよび南NSW協会 （ACT & SNSW RU） | ブランビーズ         |
| ヴィクトリア州                                          | メルボルン | デュワーシールド                   | 1909   | 8        | ヴィクトリア協会 （Rugby Victoria）  | レベルズ             |
| 西オーストラリア州                                      | パース     | RugbyWAプレミアグレード            | 1928   | 13       | 西オーストラリア協会 （RugbyWA）     | ウェスタン・フォース |

## 歴史
1874年、シュートシールドの起源となるプレミアクラブ・オブ・ザ・コロニー（Premier Club of the Colony）が創設。南半球で最初のラグビー選手権であった。当時はまだ明確な運営規則が存在しておらず、試合数はチームによりまちまちで、優勝の基準も不明確であった。
1883年、ガーディナー・チャレンジカップ（Gardiner Challenge Cup）となり、同時にスコアの算定方法や勝敗の基準が明確化された。
1900年、ディストリクト・プレミアシップ（District Premiership）となり、地区代表チームによるリーグ戦方式に改編された。シドニー近郊の各地区代表7チーム（ノース・シドニー、イースタンサバーブス、ウェスタンサバーブスなど）と、シドニー大学代表チーム（シドニー・ユニヴァーシティFC）の計8チームが大会に出場した。これに先立ち、従来の参加チームは統廃合などを経て地区代表チームとして再編された。
1922年、ラグビーの試合中の事故により23歳で逝去したロバート・エリオット・スチュワート・シュートを悼んで『シュートシールド』が作製され、翌1923年から大会の優勝盾として授与されるようになった。同時に、大会名がシュートシールドと改められた。

## 参加チーム
2023シーズンの所属チーム
- ノーザンサバーブスRFC
- シドニー・ユニヴァーシティFC
- ランドウィック・ラグビー
- マンリー・マーリンズ
- イーストウッド・ラグビー
- ワリンガーRC
- ゴードン・ラグビー
- イースタンサバーブスRUFC
- ハンター・ワイルドファイヤーズ（英語版）
- ウェスタンシドニー・トゥーブルーズ
- ウェストハーバー・パイレーツ
- サザンディストリクツRC